# Aimee Richardson

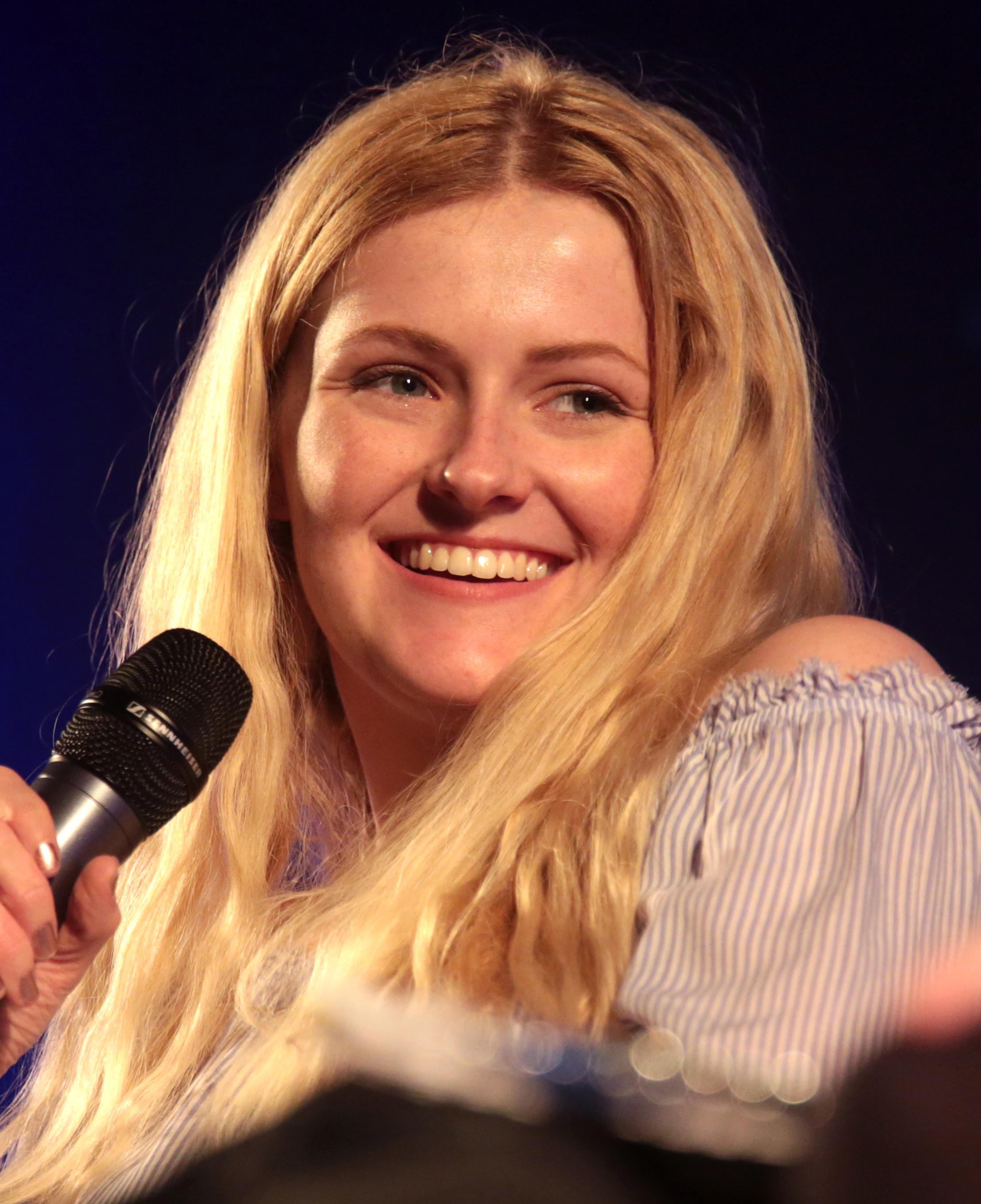
Aimee Richardson, 2017

Aimee Richardson (* 29. Dezember 1997 in Bangor, Nordirland) ist eine britische Schauspielerin.

## Leben und Karriere
Richardsons erste Rolle war in Eric Styles’ Film Last Minute Baby an der Seite von Heather Graham im Jahr 2008. Sie verkörperte Myrcella Baratheon in den ersten beiden Staffeln der HBO-Serie Game of Thrones. Für die fünfte Staffel wurde die Rolle allerdings neu gecastet und an Nell Tiger Free vergeben.

## Filmografie (Auswahl)
- 2008: Last Minute Baby (Miss Conception)
- 2011–2012: Game of Thrones (Fernsehserie, 8 Episoden)
- 2015: The Sparticle Mystery (Fernsehserie, Episode 3x05)
- 2016: Storyland (Fernsehserie, Episode 6x03)